# Sellarnalm
Die Sellarnalm ist eine Alm am Ristfeuchthorn auf dem Gebiet der Gemeinde Schneizlreuth.
Der Kaser der Sellarnalm steht unter Denkmalschutz und ist unter der Nummer D-1-72-131-48 in die Bayerische Denkmalliste eingetragen.

## Baubeschreibung
Der Scheuerlkaser ist ein eingeschossiger, überkämmter Blockbau mit Legschindeldach und Bruchsteinsockel. Die Firstpfette ist bezeichnet mit dem Jahr 1811.

## Heutige Nutzung
In den Sommermonaten ist die Sellarnalm, die direkt an einem der Wege auf den Gipfel des Ristfeuchthorns liegt, bewirtet.

## Lage
Die Sellarnalm befindet sich am Ristfeuchthorn zwischen Kranzkogel und Kranzbergkogel auf einer Höhe von 1150 m ü. NN. Westlich der Sellarnalm befindet sich die aufgelassene Steinbachalm.